# Pachyteles testacea
Pachyteles testacea är en skalbaggsart som beskrevs av Horn. Pachyteles testacea ingår i släktet Pachyteles och familjen jordlöpare. Inga underarter finns listade i Catalogue of Life.